# Léa
Léa è un film del 2011 diretto da Bruno Rolland.

## Trama
Léa Arnauld vive a Le Havre con la nonna malata e lavora come barista, ma sogna di andare a studiare all'Institut d'études politiques di Parigi. Il giorno in cui viene accettata nella prestigiosa scuola si trova davanti ad un dilemma: se vuole trasferirsi a Parigi, deve mandare sua nonna, affetta dalla malattia di Alzheimer, in una casa di cura. Così, per potersi pagare la scuola ed una sistemazione accettabile per la nonna, Léa diventa una spogliarellista Di giorno segue il corso sulle virtù dell'economia liberale, di notte danza in uno strip-club parigino. Ma tra la nonna ormai anziana, il padre che si è rifatto una vita con un'altra donna ed il giovane barista dinanzi al quale non era insensibile, l'Institut d'études politiques e lo strip-club, Léa non ha preso la via più facile.